# Walter Scherff
Walter Scherff (Stoccarda, 1º novembre 1898 – Saalfelden am Steinernen Meer, 24 maggio 1945) è stato un maggior generale e storico militare tedesco.

## Biografia
Nacque a Stoccarda, nel distretto di Bad Cannstatt, il 1º novembre 1898. Il 2 gennaio 1922 sposò Ella Haas.

### Carriera militare

#### Prima guerra mondiale
Entrò come cadetto nell'esercito di Württemberg, il 26 dicembre 1915, presso il Reggimento di fanteria. Nel settembre dell'anno successivo venne promosso ufficialmente al fronte con il grado di guardiamarina e destinato al reparto della marina militare. Successivamente passò di nuovo all'esercito e venne nominato comandante di plotone. Il febbraio 1917 fu promosso tenente. Durante la prima guerra mondiale venne ferito e per questo decorato con il Distintivo per feriti in ferro.

#### Primo dopoguerra
Dopo la guerra venne chiamato per far parte dell'Esercito imperiale tedesco. Nel 1919 entrò nelle Reichswehr, venendo distaccato di volta in volta nei vari reggimenti posti in Austria, fino ad essere trasferito, il 1º ottobre 1929 nel suo paese natale. Nell'ottobre 1931 passò al reggimento di cavalleria presso Grimsby. Il 1º ottobre 1932 venne trasferito al Ministero della difesa di Berlino. Il 1º marzo dell'anno successivo fu promosso capitano. Il 1º ottobre 1935 venne trasferito allo Stato maggiore dell'esercito e di conseguenza il 1º agosto 1936 promosso maggiore. Il 1º settembre 1943 venne promosso a maggior generale.

#### Seconda guerra mondiale
Il 1º ottobre 1938 venne trasferito all'Oberkommando des Heeres (OKH) e divenne generale del 7° dipartimento dell'esercito. Il 1º aprile dell'anno successivo venne promosso a tenente colonnello. Durante la mobilitazione per l'imminente inizio della seconda guerra mondiale, venne collocato, nell'estate 1939, a capo del 7° dipartimento dello Stato maggiore dell'Esercito. Il 1º settembre 1941 venne promosso colonnello.
Il 20 luglio 1944, in occasione della riunione organizzata da Hitler all'interno del Wolfsschanze per discutere questioni riguardanti la guerra, fu ferito gravemente in quello che era destinato essere il fallito attentato a Hitler. Condotto in ospedale, alcuni giorni dopo ricevette la visita del Führer in persona. Il 2 settembre 1944 ricevette da Hitler il Distintivo per feriti del 20 luglio 1944.

#### Attività come storico militare
Nella primavera del 1942 venne nominato da Adolf Hitler, storico militare dell'Oberkommando der Wehrmacht. Divenendone poi di fatto il capo, nelle sue mani, per circa tre anni, vi furono tutti gli archivi dell'esercito tedesco.

#### Ultimi mesi e morte
Durante la Battaglia di Berlino, quando ormai la Germania era allo stremo delle forze contro l'avanzata imponente dell'Armata Rossa, pur senza aver ricevuto alcun ordine, nei primi mesi del 1945, bruciò alcuni dei documenti dell'archivio in suo possesso. Soprattutto all'inizio di maggio di quell'anno, andarono perduti parte dell'intero archivio contenente i documenti delle conferenze di Hitler e tutto il comparto in stenografia. Dopo la cattura da parte dell'Esercito americano, morì il 25 maggio 1945, suicidandosi con una capsula di cianuro.